# Divorce in the Black
Divorce in the Black är en amerikansk drama-thrillerfilm som hade premiär den 11 juli 2024 på strömningstjänsten Prime Video. Filmen är regisserad av Tyler Perry som även skrivit filmens manus.

## Handling
Filmen kretsar kring Ava, en ung banktjänsteman, som blir förkrossad när hennes man överger henne.

## Rollista (i urval)
- Meagan Good – Ava
- Cory Hardrict
- Joseph Lee Anderson
- Taylor Polidore
- Shannon Wallace
- Richard Lawson
- Debbi Morgan